# Centomila dollari
Pour plus de détails, voir Fiche technique et Distribution.
Centomila dollari est un film italien réalisé par Mario Camerini, sorti en 1940.

## Synopsis
Dans un hôtel hongrois, John Woods, un millionnaire américain rencontre une jeune réceptionniste qui y travaille et tombe amoureux d'elle. Pourtant, Lily est officiellement fiancée à Paolo mais l'Américain ne se décourage pas et offre au futur mari un prix de cent mille dollars si sa fiancée accepte de dîner avec lui un soir. Vexé, Paolo refuse mais lorsque la famille apprend le montant offert par le millionnaire, ils poussent la jeune fille à accepter. Le dîner a lieu mais Lily craignant d'être méprisée par l'Américain, déchire le chèque. Mais c'est lors du mariage des deux petits amis que le rebondissement arrive au moment où le millionnaire américain fait irruption dans la mairie et, à la surprise et au désarroi de ses proches et du fiancé, s'enfuit avec la jeune fille.

## Fiche technique
- Titre : Centomila dollari
- Réalisation : Mario Camerini
- Scénario : Mario Camerini, Luigi Zampa, Renato Castellani et Gaspare Cataldo d'après la pièce de Carl Conrad
- Photographie : Alberto Fusi
- Montage : Giovanna Del Bosco
- Musique : Alessandro Cicognini
- Pays d'origine : Royaume d'Italie
- Format : Noir et blanc - 1,37:1 - Mono
- Genre : comédie
- Date de sortie : 1940

## Distribution
- Assia Noris : Lily Zilay
- Amedeo Nazzari : Woods
- Lauro Gazzolo : Stefano Zilay
- Maurizio D'Ancora : Paolo
- Calisto Bertramo : Barton
- Ernesto Almirante : Michele Zilay
- Emilio Cigoli : Oldham
- Arturo Bragaglia : Paul
- Liana Del Balzo : Miss Vernon
- Dhia Cristiani : Elsa (non créditée)
- Checco Rissone : L'infirmier (non crédité)
- Jone Frigerio (non crédité)